# Horobivka, Bilopillea
Horobivka (în ucraineană Горобівка) este localitatea de reședință a comunei Horobivka din raionul Bilopillea, regiunea Sumî, Ucraina.

## Demografie
Componența lingvistică a localității Horobivka
     Ucraineană (94,19%)
     Rusă (3,79%)
     Alte limbi (0,5%)
Conform recensământului din 2001, majoritatea populației localității Horobivka era vorbitoare de ucraineană (94,19%), existând în minoritate și vorbitori de rusă (3,79%).